# أوقستو باريتو
أوقستو باريتو (بالبرتغالية: Augusto Mascarenhas Barreto‏) هو مبارز بالسيف وشاعر برتغالي، ولد في 27 يناير 1923 في لشبونة في البرتغال، وتوفي بنفس المكان في 3 يناير 2017.

## وصلات خارجية
- أوقستو باريتو على موقع أوليمبيديا (الإنجليزية)